# Guadeloupe (plantage)
Guadeloupe was de naam van een plantage aan de Commewijnerivier in het district Commewijne in Suriname. Het lag links bij het opvaren, stroomafwaarts naast plantage Frederiksdorp en stroomopwaarts naast plantage Mariënbosch.

## Oprichting
De plantage werd omstreeks 1745 als koffieplantage aangelegd door Pierre DuPeyrou. Zoals zoveel plantages in dit gebied werd de oorspronkelijke 500 akkers al snel uitgebreid tot 725 akkers.
Na 1820 kwam de plantage in het bezit van het kantoor van J.P.H Kleine en van Frederik Hendrik Spiering. Naar hem heet de plantage in het Sranantongo Spierien. 

## Emancipatie
Bij de afschaffing van de slavernij in Suriname in 1863 had Spierings' dochter, Jacoba Maurina, de helft van de plantage in eigendom. De andere helft was verdeeld onder drie kinderen van Kleine. Er werden toen op plantage Guadeloupe 136 slaven vrijgemaakt, waarbij 35 nieuwe familienamen werden geboekstaafd, te weten:
Anderson, Beten, Blokland, Boelestein, Bogt, Draakenstein, Dreef, Edelheid, Eenswil, van Eer, Eernav, Eerstenberg, Ellens, Faré, Gaslicht, Gunter, Hollensted, Hoos, Indhorst, Kersbergen, Loenen, Louisaveld, Naaldwijk, Ravenberg, Reijzer, Rentenier, Rijven, Steeden, Steeg, Uda, Valeur, Vink, Werkhoven, Winsberg en Zevenhoven.

## 20e eeuw
De volgende eigenaar was de familie Ooijkaas. Zij begonnen met de teelt van cacao. Daarna kwam de plantage in bezit van E. Samson. In 1916 werd de plantage in het openbaar verkocht. De koper was Ramharuch Upadhia, die het daarna weer verkocht aan ene Ramhulk. In 1920 ging zij door onderhandse verkoop over naar in het bezit van Thomas Waller. De bedoeling was om deze plantage om te zetten in een grote, moderne koffieonderneming. Ook werd begonnen met teelt van suikerriet.
De Almanak voor Suriname 1938 vermeldt dat op de plantage Guadeloupe in het jaar 1936 vooral rijst en maïs verbouwd werden. Als eigenaar, beheerder en gezagvoerder van de plantage werd ene Sudheeal aangegeven.
A la bonne heure · Anna's Zorg · Akkerboom · Alliance · Alkmaar · Andresa · Auka · Andreesgift · Bantaskine · Barbados · Batavia · Beekenhorst · Belladrum · Bellevue · Belwaarde · Beninenburg · Berg en Dal · Bergen op Zoom · Berlijn (Commewijne) · Berlijn (Para) · Bethlehem · Boksweide · Boston · Botany Bay · Boxel · Bronswijk · Brouwerslust · Bruinendaal · Bucklebury · Buitenrust · Burnside · Cadrosspark · Caledonia · Campenburg · Cannewapibo · Catharina Sophia · Clevia  · Cliffort-Kokshoven · Clyde · Concordia · Concordia en een Kwart Lot · Courcabo · De Dageraad · De Goede Vriendschap · De Resolutie · De Vier Hendrikken · Diamond · Dijkveld · Domburg · Dordrecht · Eendragt · Elisabeth's Hoop · Ellen · L'Espérance (Nickerierivier) · L'Espérance (Surinamerivier) · Esthersrust · Fairfield · Fortuin · Flora · Florentia · Frederiksburg · Frederiksdorp · Frederikslust · Geertruidenberg · Geyersvlijt · Glensander · Gloria · Groot Chatillon · Groot Marseille · Guadeloupe · Hague · Hamburg · Hamilton · Hamptoncourt · Hannover · Hazard · Hebron · Hecht en Sterk · Hooyland · Hope · Houttuin · Huntly · Huwelijkszorg · Inverness · Jagtlust · Jodensavanne · Johan & Margaretha · Johanna Catharina · Johanna Maria · Johannesburg · John · Katwijk · Kent · Kerkshoven · Killenstein · Klein Bellevue · Kleinhoop · Krappahoek · Kroonenburg · Kwatta · La Jalousie · La Prosperité · La Rencontre · La Ressource (Saramacca) · La Ressource (Surinamerivier) · La Singularité · Laarwijk · Leasowes · Leliëndaal · Leonsberg · Livorno · Longmay · Lunenburg · Lust en Rust · Lustrijk · Maasstroom · Margarethenburg · Maria Petronella · Mariënbosch · Mariënburg · Margaretha's Gift · Mary's Hope · Meerzorg · Merveille · Moed en Kommer · Mon Bijou · Mon Souci · Mon Trésor · Monnikendam · Mopentibo · Morgenster · Moy · Nieuw Mocha · Nieuwzorg · Nieuwe Aanleg · De Nieuwe Grond · Nijd en Spijt · Novar · Nursery · Nut en Schadelijk · Onoribo · Onverwacht · Oranibo · Ornamibo · Overbrug · Overtoom 
· Oxford · Palestina · Paradise · Persévérance · Petersburg · Picardië · Peperpot · Pieterszorg · Plaisance · Poelwijk · Potosie · Purmerend · Reijnsdorp · Reijnsfort · Rijnberk · Roosenburg · Rorac · Rust en Werk · Rustenburg · Saltzhalen · Sans Souci · Saphir · Sarah · Sardam · Schaapstede · Schoonoord · Sinabo en Gelre · Sint Barbara · Sint Eustatius · Slootwijk · Sorgvliet · Spieringshoek · Standvastigheid · Suidwijn · Suzanna's Daal · Toevlugt (Surinamerivier) · Tout Lui Faut · Toledo · Totness · Tyronne · 't Vertrouwen · Victoria · Vierkinderen · Visserszorg · Voorburg · Voorzorg (Saramacca) · Vossenburg · Vredenburg · Vriendsbeleid en Ouderzorg · Vreeland · Waltonhall · Waldijk · Waterloo · Wederzorg · Welbedacht · Welgelegen (Commewijne) · Welgelegen (Coronie) · Welgevallen · Weltevreden · Wolffs Capoerica · Wolfenbüttel · 't Ylant · Zoelen · Zorg en Hoop (hout) · Zorg en Hoop (indigo) · Zorg en Hoop (katoen) · Zorg en Hoop (suiker)